# Wattieza
Wattieza é um gênero de árvores pré-históricas que existiu no Devoniano Médio, pertencente ao grupo das Cladoxylopsidas, parentes próximas das modernas samambaias e das cavalinhas. A descoberta de 2005, publicada em 2007, no condado de Schoharie, em Nova York, de fósseis do Devoniano Médio de cerca de 385 milhões de anos unificou o dossel chamado Wattieza à raiz e tronco conhecidos desde 1870.
A floresta fossilizada encontrada em Gilboa, em Nova York, foi descrita como sendo de Eospermatopteris, ainda que a planta completa não fosse conhecida. Os fósseis foram descritos como as primeiras árvores do planeta, com cerca de 8 metros, talvez mais, semelhantes às modernas samambaias.
O paleobotânico belga François Stockmans descreveu a Wattieza givetiana em 1968 como frondes fósseis coletadas de um estrato do Devoniano Médio na Plataforma de Londres-Brabant, na Bélgica.
O geólogo e paleobotânico inglês Chris Berry descreveu a Wattieza casasii em 2000 de ramos fossilizados do devoniano Médio da formação Campo Chico, em Cano Colorado, na Venezuela.

## Características
Estima-se que a árvore Wattieza media mais de 8 metros, e seus ramos, que careciam de folhas laminares, poderiam ter superado os 13 centímetros de diâmetro.
A Wattieza tinha frondes, não folhas e se reproduzia por esporos e não por sementes, semelhante ao que algumas plantas fazem na atualdiade.